# Hydraulikbremse

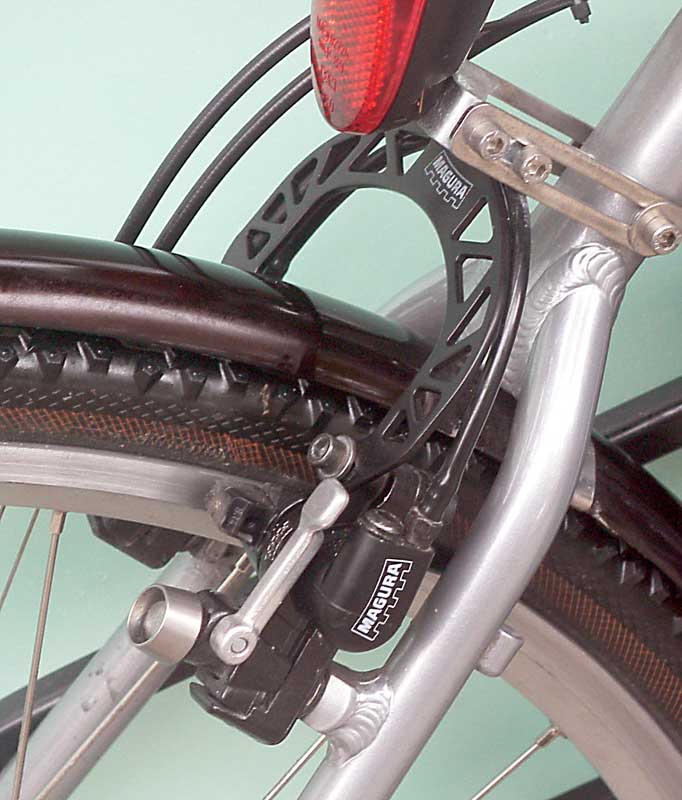
Hydraulikbremse an einem Fahrrad

Eine Hydraulikbremse ist eine Bremse, bei der die Kraft hydraulisch, das heißt über eine Flüssigkeit in einer Leitung, übertragen wird. Diese Technik wird bei Kraftfahrzeugbremsen, aber auch immer häufiger bei Fahrradbremsen eingesetzt.
Hydraulikbremsen arbeiten mit weniger Reibung in den Übertragungselementen als mechanisch betätigte Bremsen. So sind sie deutlich besser dosierbar und erzeugen eine höhere Bremskraft.
Als Hydraulikflüssigkeit wird häufig speziell auf das Bremsen abgestimmte und entsprechend genormte Bremsflüssigkeit eingesetzt, bei Fahrrädern auch Mineralöl.
In Kraftfahrzeugen werden Scheiben- oder Trommelbremsen mit hydraulischer Betätigung verwendet. Fahrräder sind häufig mit Felgenbremsen ausgestattet. Hydraulisch betätigte Bremsen sind nicht als Feststellbremse geeignet, sofern sie nicht als Federspeicherbremse ausgeführt sind, da bei abgestellter oder ausgefallener Druckerzeugung kein permanenter Druckerhalt sichergestellt werden kann. Zum Schutz gegen Versagen durch Undichtigkeiten wie etwa dem Platzen eines Bremsschlauchs oder dem unbemerkten Auslaufen der Hydraulikflüssigkeit werden die Hydrauliksysteme zweikreisig ausgeführt.
In den 1950er Jahren setzte sich die Hydraulikbremse für Pkw – anfangs oft nur einkreisig – durch. An Motorrädern waren noch lange Zeit Seilzugbremsen üblich, umfangreiche Versuche zur Einführung von Hydraulikbremsen begannen Anfang der 1950er Jahre.